# Kenia na Letnich Igrzyskach Olimpijskich 1956
Kenia na Letnich Igrzyskach Olimpijskich 1956, reprezentowana była przez 25 sportowców, 24 mężczyzn i 1 kobietę. Był to pierwszy występ Kenii (Kolonia Kenii) w Igrzyskach Olimpijskich. Żadnemu ze sportowców nie udało się zdobyć medalu na tej olimpiadzie.

## Występy reprezentantów Kenii

### Hokej na trawie
Skład reprezentacji:
- Dudley Coulson
- Reynold D'Souza
- Rosario Dalgado
- Roland Frank
- Aloysius Mendonca
- Michael Pereira
- William Plenderleith
- Tejparkash Singh Brar
- Surjeet Singh Deol
- Hardev Singh Kular
- Tajinder Singh Rao
- Balbir Singh Sidhu
- Gursaran Singh Sehmi
- Anthony Vaz

Grupa B
| Drużyna         | M | Z | R | P | Br+ | Br- | Pkt |
| --------------- | - | - | - | - | --- | --- | --- |
| Wielka Brytania | 3 | 1 | 2 | 0 | 5   | 4   | 4   |
| Australia       | 3 | 2 | 0 | 1 | 6   | 4   | 4   |
| Malezja         | 3 | 0 | 2 | 1 | 5   | 6   | 2   |
| Kenia           | 3 | 0 | 2 | 1 | 2   | 4   | 2   |

| 23 listopada 1956 14:30 | Kenia | 0−20−1 | Australia |  |
|                         |       |        |           |  |

| 24 listopada 1956 16:00 | Kenia | 1−1 | Wielka Brytania |  |
|                         |       |     |                 |  |

| 28 listopada 1956 16:00 | Kenia | 1−11−0 | Malezja |  |
|                         |       |        |         |  |

Miejsca 9-12
| Drużyna           | Z | R | P | Br+ | Br- | Poz |
| ----------------- | - | - | - | --- | --- | --- |
| Malezja           | 3 | 0 | 0 | 14  | 2   | 9   |
| Kenia             | 2 | 0 | 1 | 14  | 3   | 10  |
| Stany Zjednoczone | 0 | 1 | 2 | 1   | 7   | 11  |
| Afganistan        | 0 | 1 | 2 | 1   | 18  | 12  |

### Lekkoatletyka
- Arere Anentia – bieg na 5000 m mężczyzn, (odpadł w kwal. zajmując 6. pozycję)
- Kibet Boit – bieg na 400 m mężczyzn, (odpadł w ćwierćfinałach zajmując 6. pozycję), zaś w biegu sztafetowym – 4x100 m (4. pozycja drużyny Kenii w kwal. → Kenia nie awansowała dalej)
- Arap Sum Kanuti – maraton mężczyzn (31. miejsce w finale)
- Arap Kiptalam Keter – bieg na 800 m mężczyzn (w kwal. → 7. miejsce, nie awansował dalej), zaś w biegu sztafetowym – 4x100 m (4. pozycja drużyny Kenii w kwal. → Kenia nie awansowała dalej)
- Joseph Leresae – skok wzwyż mężczyzn (18. miejsce w finale)
- Nyandika Maiyoro – bieg na 5000 m mężczyzn (7. miejsce w finale)
- Bartonjo Rotich – bieg na 400 m mężczyzn (4. miejsce w kwal. → nie awansował dalej), zaś w biegu sztafetowym – 4x100 m (4. pozycja drużyny Kenii w kwal. → Kenia nie awansowała dalej)
- Kamau Wanyoke – bieg na 400 m mężczyzn (4. miejsce w kwal. → nie awansował dalej), zaś w biegu sztafetowym – 4x100 m (4. pozycja drużyny Kenii w kwal. → Kenia nie awansowała dalej)

### Pływanie
- Margaret Northrop – 100 m stylem dowolnym (8. pozycja w kwal. → nie awansowała dalej)

### Strzelectwo
- Roy Congreve – strzelanie z karabinu małokalibrowego z trzech pozycji (39. pozycja w finale), strzelanie z karabinu małokalibrowego leżąc (40. pozycja w finale)
- Charles Trotter – strzelanie z karabinu małokalibrowego z trzech pozycji (42. miejsce w finale), strzelanie z karabinu małokalibrowego leżąc (41. miejsce w finale)